# El Ouitaya
El Ouitaya là một đô thị thuộc tỉnh Biskra, Algérie. Dân số thời điểm năm 2002 là 8.787 người.